# شروین بجر
شروین بجر (انگلیسی: Sherwin Badger; ۲۹ اوت ۱۹۰۱ – ۸ آوریل ۱۹۷۲) اسکیت‌باز نمایشی، و اهالی کسب‌وکار اهل ایالات متحده آمریکا بود.